# Euricrátides
Euricrátides (em grego: Ευρυκρατίδης) foi rei da cidade-Estado grega de Esparta de 615 a.C. até 590 a.C. ano da sua morte, pertenceu à Dinastia Ágida.
Ele sucedeu a seu pai Anaxandro, e foi sucedido por seu filho Leão. Durante seu reino Esparta continuou - sem sucesso - a guerra contra Tégea.